# Elba (Town, New York)
Elba ist eine Town im Genesee County des US-Bundesstaates New York. Zum Zeitpunkt des United States Census 2010 hatte die Town of Elba 2370 Einwohner. Sie liegt an der Nordgrenze des Countys und nördlich der City of Batavia. Das Village of Elba liegt in der Nähe des Zentrums der Town.

## Geographie
Nach den Angaben des United States Census Bureaus hat die Town eine Gesamtfläche von 92,44 km2, 92,33 km2davon sind Land.
Die nördliche Grenze Elbas ist die Grenze zum Orleans County mit der Town of Barre.
Ein Teil des Alabama Swamp liegt in der nordwestlichen Ecke der Town, durch die der Oak Orchard Creek fließt.
Die in Süd-Nord-Richtung verlaufenden New York State Route 98 und die Ost-West-Verbindung NY-262 kreuzen sich im Village of Elba.
Die Torrey Farms, einer der größten Farmbetriebe in New York, befinden sich in der Town of Elba.
In der Town of Elba liegen außerdem:
- East Elba – ein Weiler an der Norton Road in the südöstlichen Ecke der Town.
- Elba – das Village of Elba liegt an der NY-98.
- Davis Corners – eine Siedlung im Südteil der Town.
- Daws (auch "Daws Corners") – südlich des Village of Elba an der NY-98 und der südlichen Stadtgrenze.
- Five Corners – ein Weiler südlich von East Elba an der Stadtgrenze.
- Langton Corners – eine Siedlung nördlich des Village an der Oak Orchard Road.

## Geschichte
Das Gebiet wurde 1803 erstmals von Weißen besiedelt. Die Town of Elba wurde 1820 gegründet, wobei das Gebiet von der damaligen Town of Batavia abgeteilt. 1842 wurde ein Teil von Elba zur Gründung der Town of Oakfield verwendet.
1884 setzte sich die Siedlung Elba von der Town ab und inkorporierte als Village.
In Elba gab es einst drei Bergwerke, die ab 1788 betrieben wurden.

## Demographie
Zum Zeitpunkt des United States Census 2000 bewohnten Elba 2439 Personen. Die Bevölkerungsdichte betrug 26,4 Personen pro km2. Es gab 910 Wohneinheiten, durchschnittlich 9,8 pro km2. Die Bevölkerung in Elba bestand zu 93,07 % aus Weißen, 1,72 % Schwarzen oder African American, 0,49 % Native American, 0,08 % Asian, 0 % Pacific Islander, 3,90 % gaben an, anderen Rassen anzugehören und 0,74 % nannten zwei oder mehr Rassen. 5,25 % der Bevölkerung erklärten, Hispanos oder Latinos jeglicher Rasse zu sein.
Die Bewohner Elbas verteilten sich auf 853 Haushalte, von denen in 36,1 % Kinder unter 18 Jahren lebten. 65,4 % der Haushalte stellten Verheiratete, 9,1 % hatten einen weiblichen Haushaltsvorstand ohne Ehemann und 21,6 % bildeten keine Familien. 16,8 % der Haushalte bestanden aus Einzelpersonen und in 8,1 % aller Haushalte lebte jemand im Alter von 65 Jahren oder mehr alleine. Die durchschnittliche Haushaltsgröße betrug 2,82 und die durchschnittliche Familiengröße 3,18 Personen.
Die Bevölkerung verteilte sich auf 27,7 % Minderjährige, 7,7 % 18–24-Jährige, 30,2 % 25–44-Jährige, 23,3 % 45–64-Jährige und 11,2 % im Alter von 65 Jahren oder mehr. Der Median des Alters betrug 37 Jahre. Auf jeweils 100 Frauen entfielen 102,2 Männer. Bei den über 18-Jährigen entfielen auf 100 Frauen 94,9 Männer.
Das mittlere Haushaltseinkommen in Elba betrug 46.161 US-Dollar und das mittlere Familieneinkommen erreichte die Höhe von 51.058 US-Dollar. Das Durchschnittseinkommen der Männer betrug 37.244 US-Dollar, gegenüber 24.688 US-Dollar bei den Frauen. Das Pro-Kopf-Einkommen belief sich auf 18.470 US-Dollar. 6,5 % der Bevölkerung und 5,9 % der Familien hatten ein Einkommen unterhalb der Armutsgrenze, davon waren 10,4 % der Minderjährigen und 4,8 % der Altersgruppe 65 Jahre und mehr betroffen.

## Belege
1. ↑  American FactFinder. United States Census Bureau, archiviert vom Original am 11. September 2013; abgerufen am 14. Mai 2011.
2. ↑  2016 U.S. Gazetteer Files. United States Census Bureau, abgerufen am 5. Juli 2017 (englisch).
3. ↑  Population and Housing Unit Estimates. Abgerufen am 20. April 2019 (englisch).